# Chemelil Sugar FC
El Chemelil Sugar FC és un club de futbol de Kenya de la ciutat de Chemelil. Juguen al Campionat de Kenya de Futbol (el més important del país) des del 1997. Juguen els seus partits com a local al Chemelil Sports Complex. El club guanyà la Copa del President l'any 2003.

## Palmarès
- Copa del President de Kenya:[1]
  - 2003